# تشعب تطوري بين الحقبتين الوسطى والحديثة
يُعتبر التشعّب التطوري بين الحقبتين الوسطى والحديثة (Mesozoic–Cenozoic Radiation ) ثالث أكبر زيادةٍ مطوّلة في معدل التنوع الحيوي في دهر الحياة الظاهرة (دهر البشائر) وذلك من بعد الانفجار الكامبري والحدث الأوردوفيشي العظيم للتنوع الحيوي.
بدأ هذا التطور التشعّبي في منتصف حقبة الحياة الوسطى وامتد ضمن حقبة الحياة الحديثة من دون معرفة ما إذا كان قد انتهى بعد. يختلف هذا التشعّب التطوري عن ما سبقه من تشعّباتٍ تطوريةٍ أخرى من حيث ظهور التنوع بشكلٍ كبير في مجموعةٍ مختلفة من الأنواع وغيرها من الأصناف تحت مستوى التسلسل.
إن التطور التشعّبي المذهل للنباتات كاسيات البذور والثديات وبعض مجموعات الزواحف (مثل الثعابين) الموجودة على الأرض متوافق مع المنخربات العوالقية، وبطنيات القدم الجديدة، والمحار المغاير ذو الصدفتين، والقشريات عشاريات الأرجل، والأسماك العظمية في البحار الضحلة. يُمثّل التنويع البحري بشكلٍ كبير بالحيوانات التطورية الحديثة وهناك أيضًا التنويع الأرضي للطيور ومن جملتها الحشرات.